# Église du Sacré-Cœur et Notre-Dame-de-Lourdes
Die Église du Sacré-Cœur et Notre-Dame de Lourdes ist ein Sakralbauwerk in der belgischen Stadt Lüttich. Das Gebäude im Stadtteil Cointe ist Teil des Mémorial Interallié, einer Gedenkstätte zum Ersten Weltkrieg. Die Kirche wird oft als Basilika bezeichnet, obwohl sie diesen Titel nie erhielt. Grund dafür ist der imposante und ungewöhnliche neobyzantinische Baustil.

## Geschichte
Nach dem Ersten Weltkrieg wurde Lüttich als Standort für den Bau einer Gedenkstätte zur Ehre der alliierten Gefallenen ausgewählt. Gebaut wurde sie nach den Plänen des Architekten Joseph Smolderen. Die Arbeiten begannen im Jahr 1928 und wurden 1936 beendet. Im selben Jahr wurde die Kirche geweiht.
Die Kirche wurde im Jahr 2010 profaniert und 2011 Teil des wallonischen Kulturerbes. Im Mai 2011 stand die Kirche zum Verkauf.

## Freizeitnutzung
Seit 2021 gehört sie der bischöflichen Stiftung Fondation de la Basilique de la Paix. Im Januar 2022 wurde bekannt, dass die Unternehmensgruppe Roger Gehlen aus Malmedy den Zuschlag bekam, das Gebäude einer neuen Nutzung zuzuführen. So sollte ab 2023 im Inneren eine 40 m hohe Kletterwand, ein Panorama-Restaurant, ein Kinosaal und ein Mehrzwecksaal entstehen. Geplant ist, den Chor zu erhalten und weiterhin als Gedenkstätte zu nutzen. Krypta und Sakristei sollen ihre religiöse Funktion behalten. Das Gebäude ist (Stand 2024) verschlossen und befindet sich in einem vernachlässigten Zustand. Für die geplanten Umbaumaßnahmen wurde noch keine Baugenehmigung erteilt.